# Kerstin Bååt
Kerstin Bååt, död 1657 på Hässlö i Badelunda, var en svensk hovfunktionär. Hon var hovmästarinna hos drottning Kristina.

## Biografi
Kerstin Bååts föräldrar var Bo Gustafsson Bååt i släkten Bååt och Anna i släkten Ribbing. Hon var före sitt giftermål "kammarjungfru" (kammarfröken) hos drottning Kristina. Hon gifte sig 1637 på Stockholms slott med riksrådet friherre Gustaf Horn af Åminne (död 1639).
Kerstin Bååt utnämndes år 1645 till hovmästarinna hos drottning Kristina. Denna tjänst var under Kristinas regeringstid delad på flera personer, och Kerstin Bååt tjänstgjorde tillsammans med Margareta Brahe, initialt under Beata Oxenstierna.  
Kerstin Bååt gifte om sig 13 december 1650 på slottet i Stockholm med riksrådet och fältmarskalken friherre Henrik Horn af Marienborg. 